# Cuenta complementaria
Las cuentas complementarias son todas aquellas que facilitan un control o informe y se elaboran como dependientes de una cuenta principal, por lo que se presentan en los estados financieros inmediatamente después de la cuenta principal que complementan, ya sea sumando o restando el saldo de ésta.

## Principales cuentas
Las cuentas complementarias del activo tienen la característica de ir acumulando las disminuciones de este ya sea por uso, riesgo, deterioro, etc. Por lo tanto, su presentación dentro del balance general, disminuye al activo que complementa. 
Además, este tipo de cuentas son de naturaleza crédito (acreedora) y obtienen los gastos acumulados durante los períodos sucesivos, con el propósito tanto de mantener en libros el valor del bien, así como el valor acumulado de su consumo. Entre las más comunes están:
- Dentro del activo circulante: Estimación de cuentas incobrables.
- Dentro del activo no circulante: Documentos endosados y/o descontados y diferencia por precio alzado.
- Amortización acumulada plantaciones agrícolas y forestales.
- Amortización acumulada vías de comunicación.
- Agotamiento acumulado de canteras.
- Agotamiento acumulado de minas.
- Agotamiento acumulado de yacimientos.
- Provisión de inversiones.
- Provisión deudores.
- Provisión inventarios.
- Depreciación acumulada de construcciones y edificios.
- Depreciación acumulada de maquinaria y equipo.
- Depreciación acumulada de equipo de oficina.
- Depreciación acumulada de flota y equipo de transporte.